# Ursula Dittmann
Ursula Dittmann (* 27. Mai 1921 in Halle (Saale); † 2. Juli 2014) war eine deutsche Malerin, Grafikerin und Collagistin.

## Biografie
Ursula Dittmann wuchs in einem bürgerlich kaufmännischen Elternhaus auf. Ihre Schwester war die Ballettmeisterin Erika Wolf-Dittmann. 1923 erfolgte der Umzug nach Erfurt, wo sie das Königin-Luise-Gymnasium besuchte. Von 1946 bis 1948 absolvierte sie ein Studium an der Meisterschule für angewandte Kunst in Erfurt. 1949 zog sie nach Frankfurt am Main. Von 1950 bis 1955 studierte sie an der Staatlichen Hochschule für bildende Künste – Städelschule in Frankfurt am Main bei Professor Franz Karl Delavilla und als Meisterschülerin bei Professor Ferdinand Lammeyer. Ein Stipendium führte sie von 1955 bis 1956 zu einem weiterführenden Studium an der Accademia di Belle Arti nach Florenz.
1958 heiratete sie den Maler Karl Degener. Er war der Studienkollege des Hofheimer Malers Hermann Krupp an der Frankfurter Städelschule gewesen.
1962 lud Hermann Krupp Kunstschaffende zur „1. Ausstellung in Hofheim ansässiger Künstler“ ein und nahm sie dazu schriftlich unter Vertrag. Er gründete damit die seit 1963 so genannte Hofheimer Gruppe, wie aus den Dokumenten in seinem Nachlass zu ersehen ist. Degners nahmen aus alter Verbundenheit an der Ausstellung teil, obwohl Langenhain noch lange nicht zu Hofheim gehörte. Schirmherr war Landrat Dr. Wagenbach. Siegfried Reich an der Stolpe, Hermann Haindl, Hermann Krupp, die Fotografin Martha Hoepffner, Ev Grüger (wohnte in Hattersheim, hatte aber ein Atelier in Hofheim), Friedel Schulz-Dehnhard und Hanna Bekker vom Rath stellten erstmals gemeinsam aus. Frau Bekker vom Rath hatte Hermann Krupp per Postkarte gebeten, ihre Bilder für die Ausstellung persönlich in ihrem Atelier auszusuchen, da sie in Griechenland weilte. Mit den Ausstellungen hatte sie sonst nichts zu tun und nahm Mangels Werken an den weiteren Ausstellungen nicht teil. Der in Marxheim lebende Ludwig Meidner wollte mit abstrakten Künstlern nicht zusammen ausstellen, bis seine Art der Darstellung als gleichberechtigt angesehen würde, teilte er H. Krupp in einem Schreiben mit und schlug damit seine persönlich überbrachte Einladung zur Teilnahme aus.
Dieser sehr erfolgreichen 1. Ausstellung folgten bis 1965 vier weitere, zu denen Hermann Krupp Künstler aus dem Main-Taunus-Kreis, Frankfurt, Berlin und Amsterdam einlud, gemeinsam mit der Gruppe auszustellen. Seit 1964 liefen bereits die Planungen für eine Ausstellung der „Freien Gruppe Hofheim-Frankfurt“, wie sich die um renommierte Mitglieder wie z. B. Johannes Schreiter erweiterte Künstlerschar mittlerweile nannte, in Indien auf Einladung der Goethe-Institute Kalkutta und New-Delhi. Die Mitglieder der Gruppe (vor allem Frau Dittmann) wollten jedoch lieber einen regional agierenden Verein gründen und die Wege trennten sich.
Dem Verein Hofheimer Gruppe  stand Dittman von 1966 bis 1989 als Geschäftsführerin vor. Seit 1976 ist sie Gründungsmitglied der Maler- und Bildhauervereinigung Frankfurter Kreis und seit 1990 Mitglied der Frankfurter Künstlergesellschaft.

## Werk
Innerhalb 60 intensiver Malerjahre bewegte sich Dittmann vom „naturbelassenen“ Abbild über expressive Aussagen, Materialbilder und Collagen zum Zeichen und Signet. Ihre frühen Werke zeigen konventionelle Formen wie Stillleben und Landschaften in festen Konturen mit meist flächig aufgetragenen, apart abgestimmten Farben und Kontrasten gegenstandsgroßzügig und nur leicht abstrahierend. Die abstrakte Phase Dittmanns begann in den 1960er Jahren mit gruppen- und konglomeratartigen, hintergründig phantastischen und technischen Gebilden und entwickelte sich in den 1970er Jahren hin zu gezeichneten und collagierten, Science-Fiction-artigen Maschinenmonumenten. Zum Ende der 1980er Jahre setzte sich Dittmann in ihrem Œuvre in einem phantastischen Raum der Zeichen, Sinnbilder und mythischen Symbole mit einem Übergangsreich zwischen Wirklichkeit und Irrealität auseinander. Sie bewegte sich dabei eigenwillig und mit unverwechselbarer Handschrift im wechselreichen Stilwandel der Moderne vom Expressionismus und Surrealismus bis hin zum Informel. In den 1990er Jahren wurde für Dittmann eine Pinselführung mit graphischer Wirkung immer bedeutungsvoller. Sie sah im abstrakten Zeichen ein bestimmendes Element des Bildes und verwendete in ihren Werken an japanische Kalligraphie erinnernde breit aufgetragene Farbstränge. Dittmann löste dabei die Themen ihrer Bilder von realen Motiven und die figürlichen Andeutungen traten im Zusammenklang von Graphik und Malerei zurück. Die anschließenden Werke bis 2007 zeigen überwiegend sowohl Ruhiges als auch Pulsierendes, Tanzendes, Widerspiel und Komplementarität von Formen und Farben. Bei der Interpretation ihrer Bilder und Übersetzungen ließ Dittmann dem Betrachter stets viel Freiraum hinsichtlich der Beziehungserkenntnisse und Deutungen.

## Preise und Stipendien
- 1955–1956 Accademia di Belle Arti Florenz (Stipendium)
- 1967 Studienpreis der Heussenstamm-Stiftung Frankfurt am Main
- 1993 Kulturpreis der Stadt Hofheim mit HOFHEIMER GRUPPE
- 1994 Stipendium der Künstlerhilfe Frankfurt am Main

## Ausstellungen (Auswahl)
- 1954 „Ursula Dittmann & Gerhard Hintschich“ Galerie Fahrig Braunschweig mit Gerhard Hintschich
- 1957/1958 „Ursula Dittmann“ Galerie F.A.C. Prestel Frankfurt am Main
- 1961 „Ursula Dittmann - Ölbilder“ Galerie Walldorf Frankfurt am Main
- 1962 „Karl Degener, Ursula Dittmann, Gerhard Wittner“ Universahaus Nürnberg
- 1962 „Malerei und Grafik“ (mit Studio Haindl) Schwanenhalle im Römer (Frankfurt am Main) am Main
- 1963 „Frankfurter Sezession – 10. Jahresausstellung“ Steinernes Haus (Frankfurt am Main) am Main
- 1963 „Ursula Dittmann – Ölbilder und Mischtechniken“ Galerie Defet, Nürnberg
- 1965 „Ausstellung 65 Amsterdam-Berlin-Frankfurt“ Haus des Deutschen Kunsthandwerks Frankfurt am Main
- 1966 „Internationalismus in der Kunst“ mit der Heussenstamm-Stiftung Norrbotten-Museum/Schweden
- 1966 „Kunst im Austausch zwischen Luleå und Frankfurt am Main“ Länsmuseum Luleå/Schweden
- 1966 „Malerei U. Dittmann / K. Degener“ Studio Kaluza Bad Homburg
- 1967 „Ursula Dittmann / Thomas Zach“ Galerie der Heussenstamm-Stiftung Frankfurt am Main
- 1969 „Bilder + Collagen“ Globetrotter Destillen-Galerie Frankfurt am Main
- 1972 „Ursula Dittmann – Bilder und Siebdrucke“ Studio Kaluza Bad Homburg
- 1972 „Kunst der Gegenwart“ Rheinisches Landesmuseum Bonn
- 1973 „U. Dittmann - Ölbilder“ Galerie Apfelbaum Karlsruhe
- 1975 „U. Dittmann – Neue Bilder“ Studio Kaluza Bad Homburg
- 1976 „Der Frankfurter Kreis – Maler und Bildhauer“ Galerie im Technischen Rathaus Frankfurt am Main
- 1977 „Der Frankfurter Kreis – Maler und Bildhauer“ Refektorium des Karmeliterklosters Frankfurt am Main
- 1978 „Ursula Dittmann – Spielfiguren - technisch travestiert“ Amtsgericht Bad Vilbel
- 1978/79 „Themen – Titel – Untertitel“ Jahrhunderthalle Hoechst Frankfurt am Main
- 1979 „90. Salon de la Société Lyonnaise des Beaux Arts – Frankfurter Kreis e.V.“ Lyon/Frankreich
- 1979 „Der Frankfurter Kreis – Maler und Bildhauer“ Paulskirche Frankfurt am Main
- 1982 „Der Frankfurter Kreis – Maler und Bildhauer“ Paulskirche Frankfurt am Main
- 1985 „Das große Pandämonium“ Galerie im Stadthaus Bad Homburg
- 1987 „Neue Bilder“ Galerie der Heussenstamm-Stiftung Frankfurt am Main
- 1987 „Pandämonium-Noire“ Studio Kaluza Bad Homburg v. d. Höhe
- 1988 „Kunst in Frankfurt 88“ Römer (Frankfurt am Main) am Main
- 1991 „Transfigural – Bilder und Zeichen 88-91“ Rathaus Hofheim am Taunus
- 1992 „135 Jahre Frankfurter Künstlergesellschaft – 1857-1992“ Römer (Frankfurt am Main) am Main
- 1995 „Ursula Dittmann – Malerei“ Galerie Scherer Miltenberg
- 1996 „Bilder und Zeichen 1991 - 1996“ zum 75. Geburtstag, Rathaus Hofheim am Taunus
- 1997 „140 Jahre Frankfurter Künstlergesellschaft“ Galerie Leinwandhaus Frankfurt am Main
- 1999 „Alpha und Omega“ Galerie Hellhof Kronberg
- 2000 „Frankfurter Künstlergesellschaft - heute“ Historisches Museum Frankfurt am Main
- 2001 „Bilderwelten – die 90er Jahre“ Galerie Leonardis Oberursel
- 2001 „Frankfurter Kunst zur Zeit von Walter Kolb 1946-1956“ Galerie der Heussenstamm-Stiftung
- 2001 „Retrospektive 1952 - 2001“ zum 80. Geburtstag, Rathaus Hofheim am Taunus
- 2001 „Ursula Dittmann – Bilder der letzten 10 Jahre“ Galerie Das Bilderhaus Frankfurt am Main
- 2002 „Vier Jahrhunderte Frankfurter Stillleben“ 1822-Stiftung/Frankfurter Sparkasse Frankfurt am Main
- 2003/04 „Die Frankfurter Sezession 1953 – 1966“ 1822-Stiftung/Frankfurter Sparkasse Frankfurt am Main
- 2004 „Frankfurter Künstlergesellschaft - heute“ Museum Giersch Frankfurt am Main
- 2006 „Frankfurter Künstlergesellschaft“ Museum Giersch Frankfurt am Main
- 2011 „Frankfurter Künstlergesellschaft“ Museum Giersch Frankfurt am Main

## Werke in öffentlichen Sammlungen
- Kunstmuseum Städel, Frankfurt am Main
- Museum Wiesbaden, Wiesbaden
- Museum Giersch, Frankfurt am Main